# Conrad Malte-Brun
Conrad Malte-Brun (12 d'agost de 1775 – 14 de desembre de 1826), nascut com Malthe Conrad Bruun, i altrament simplement conegut com a Malte-Brun, va ser un geògraf i periodista francès d'origen danès. El també conegut geògraf Victor Adolphe Malte-Brun era el seu segon fill. Conrad Malte-Brun va ser el geògraf que es va inventar el terme Océanie (Oceania) pels volts de 1812.

## Biografia
Va néixer a Thisted (Dinamarca) el 12 d'agost de 1775. Malte-Brun havia de cursar la carrera de pastor, però va preferir assistir a classes a la Universitat de Copenhaguen. Va esdevenir un seguidor de la Revolució francesa i un activista a favor de llibertat de la premsa. Malte-Brun es va topar amb les dures lleis de censura dictades pel príncep Frederic VI pels seus pamflets crítics amb el govern. Específicament, el seu pamflet publicat el 1795 titulat “Catecisme dels Aristòcrates" va ser prohibit.
Instigat pel precedent del cas de Peter Andreas Heiberg, qui per delictes similars hi havia estat sentenciat a l'exili el Nadal de 1799, Malte-Brun va prendre la decisió d'abandonar el país. Es va traslladar doncs a Suècia, i més tard a la Ciutat imperial lliure d'Hamburg, abans que el tribunal dictés sentència (que va dictaminar a finals de 1800) i hi havia resolt primer dins .

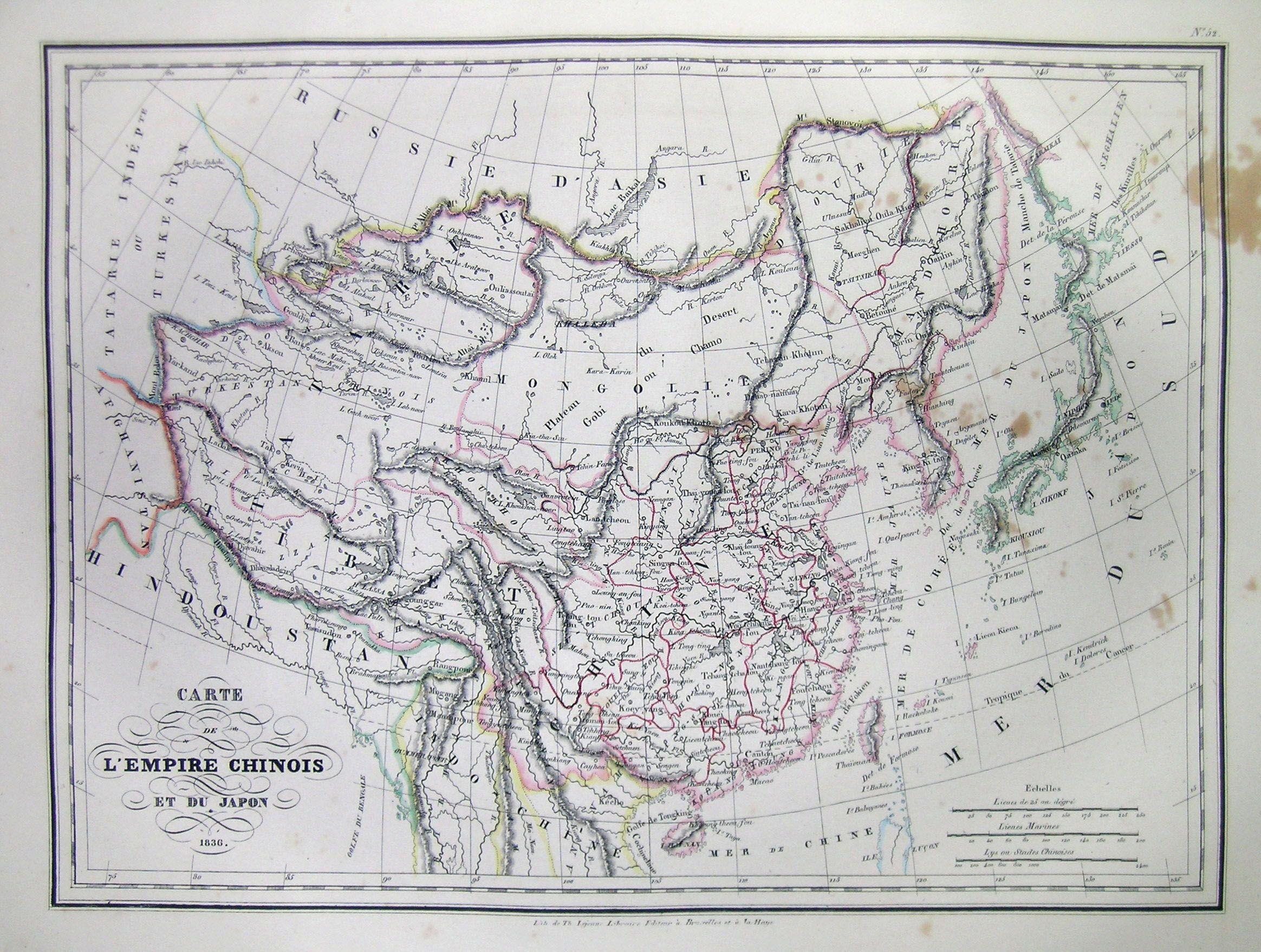
Mapa de la Xina de Malte-Brun (edició 1837). És un dels primers mapes que utilitzen el terme Manxúria (Mandchourie), el qual Conrad Malte-Brun i Mentelle van promoure a principis de 1804.

Malte-Brun va arribar a França el novembre de 1799 i va començar a treballar en una tractat de geografia com a regal pel seu país adoptiu. Gràcies a la publicació d'un poema per la mort de Bernstorff durant el seu exili, li van concedir un permís per tornar a Dinamarca. Tanmateix, un altre pamflet contra l'aristocràcia el va portar de nou a una persecució, fet que el va forçar a un segon exili, aquest cop a París. Els tribunals danesos van dictaminar el seudesterrament perpetu el desembre de 1800 i que no es rescindiria fins a la seva mort. El tractat de Malte-Brun va ser escrit amb l'ajuda de Edme Mentelle, un professor a l'École Normale; junts van publicar Géographie mathématique, physique et politique de toutes les partits du monde; 6 volums publicats entre 1803 i 1812).
Va col·laborar habitualment a la Journal des Débats. En un primer moment es va oposar al govern consular, però subsegüentment es va convertir un zelós imperialista, i després de la caiguda de Napoleó en un monàrquic igualment zelós. Va publicar el 1824 Traité de la légitimité considérée comme base du droit públic de l'Europa chrétienne.
A part dels seus escrits polítics, es va dedicar sobretot als estudis geogràfics. Va ser el fundador de Les Annales des Viatges (el 1807) i Les Annales des Voyages, de la Géographie et de l'Histoire (el 1819). També és conegut per la seva col·laboració a la Tableau de la Pologne, un tractat de la geografia de Polònia (el 1807). En el període 1822-1824 va exercir de primer secretari general de la recent fundada Société de Géographie. Malte-Brun va ser la primera persona que va suggerir importar camells a Austràlia.
Va morir a París el 1826 quan estava redactant la versió definitiva del seu treball més important, el Précis de Géographie Universelle ou Description de toutes les parties du monde. Es va publicar en vuit volums (1810–29), encara que els dos darrers van ser de Huot. Un carrer de París del 20è arrondissement i un de Thisted porten el nom del geògraf.